# Нижнечеремошное
Нижнечеремошное — село в Краснозёрском районе Новосибирской области. Административный центр Нижнечеремошинского сельсовета.

## География
Площадь села — 301 гектар.

## История
В 1928 году село Нижне-Черемошное состоял из 435 хозяйств, основное население — украинцы. В административном отношении являлось центром Нижне-Черемошновского сельсовета Карасукского района Славгородского округа Сибирского края.

## Население
| 2002 | 2007  | 2010 |
| ---- | ----- | ---- |
| 1021 | ↗1066 | ↘850 |

## Улицы
| - ул. Заречная, - ул. Лесная, - ул. Мира, - ул. Молодёжная, - ул. Набережная, | - ул. Октябрьская, - ул. Сибирская, - ул. Совхозная, - ул. Центральная, - ул. Юбилейная. |

## Инфраструктура
В селе по данным на 2007 год функционируют 1 учреждение здравоохранения и 2 учреждения образования.